# Iranocoptosia
Iranocoptosia is een kevergeslacht uit de familie van de boktorren (Cerambycidae). De wetenschappelijke naam van het geslacht werd voor het eerst geldig gepubliceerd in 1967 door Villiers.

## Soorten
Iranocoptosia is monotypisch en omvat slechts de volgende soort:
- Iranocoptosia fausti (Ganglbauer, 1886)